# Teemu Keisteri
Teemu Keisteri, művésznevén Windows95man (Espoo, 1985. augusztus 22. –) finn képzőművész, videóművész, fotós, táncos és lemezlovas. Ő képviselte Finnországot Henri Piispanennel közösen a 2024-es Eurovíziós Dalfesztiválon, Malmőben, a No Rules! című dallal.

## Pályafutása
Képzőművészként 2008-ban az Ukkeli (szó szerint "Öreg") elnevzésű karakterével ismerték meg szélesebb körökben Finnországban. Lemezlovasként a művészeti stílusához és a megjelenéséhez az 1990-es évek végéből merít ihletet, abból az időszakból, amikor a Windows 95 operációs rendszert gyártották. Az ebből származó művésznevét eredetileg a 2013-as helsinki Flow Fesztiválon alkotta meg.
Keisteri a lahti Design Institute of Design-ban tanult fényképészetet. Elmondta, hogy a tanulmányai során jött rá, hogy inkább képzőművész lesz, mint fotós. Keisterinek saját művészeti galériája van Kalleria néven Kallioban, Helsinkiben.
2024. január 10-én az Yle bejelentette, hogy Windows95man néven az előadó résztvevője lesz a 2024-es Uuden Musiikin Kilpailu nemzeti válogatónak. Henri Piispanennel közösen a No Rules! című versenydalukkal megnyerték a február 10-én rendezett döntőt, ahol a nemzetközi zsűri, valamint közönség pontjai alakították ki a végeredményt, így ők képviselhették hazájukat az Eurovíziós Dalfesztiválon. A verseny május 7-én rendezett első elődöntőjéből hetedik helyezettként jutottak tovább a döntőbe, ahol a tizenkilencedik helyen végeztek.

## Diszkográfia

### EP-k
- Yaksa Yaksa (2019)
- Epic Tax Party (2021)

### Kislemezek
- No Rules! (2024)

## Fordítás
- Ez a szócikk részben vagy egészben  a   Teemu Keisteri című angol Wikipédia-szócikk fordításán alapul.  Az eredeti cikk szerkesztőit annak laptörténete sorolja fel. Ez a jelzés csupán a megfogalmazás eredetét és a szerzői jogokat jelzi, nem szolgál a cikkben szereplő információk forrásmegjelöléseként.